# E. V. Gordon
Eric Valentine Gordon est un philologue britannique né le 14 février 1896 à Salmon Arm (Canada) et mort le 29 juillet 1938 à Manchester.

## Biographie
Il entre au University College de l'université d'Oxford en 1915 grâce à une bourse Rhodes, mais la Première Guerre mondiale l'oblige à interrompre ses études. Il décroche son B.A. en 1920, puis accepte un poste de reader assistant à l'université de Leeds, où il retrouve son ancien tutor J. R. R. Tolkien.
Gordon et Tolkien travaillent ensemble dans les années qui suivent, même après le retour de Tolkien à Oxford en 1925. Ils produisent notamment une édition de Sire Gauvain et le Chevalier vert qui fait référence (1925). Gordon succède à Tolkien comme professeur de littérature anglaise à Leeds, puis entre à l'université de Manchester en 1931 comme professeur d'anglais et de philologie germanique.
Après sa mort, en 1938, sa veuve Ida Gordon publie plusieurs de ses éditions à titre posthume, notamment celles des poèmes Pearl (1953) et The Seafarer (1960).